# August Mau
August Mau, né à Kiel le 15 octobre 1840 et mort à Rome le 6 mars 1909, est un éminent historien de l'art et archéologue allemand, membre du Deutsches Archäologisches Institut. Il est à l'origine de la classification en quatre styles des peintures romaines de Pompéi.

## Biographie
August Mau étudie la philologie à l'université de Kiel puis à l'université de Bonn. En 1872 il s'installe pour des raisons de santé à Rome où il devient secrétaire de l'Institut archéologique allemand et s'occupe de cataloguer les fonds de l'importante bibliothèque de l'établissement.
Son intérêt réside essentiellement dans les inscriptions et les peintures murales de Pompéi demeurées dans un remarquable état de conservation à la suite de la destruction des villes de Pompéi, Herculanum, Stabies et Oplontis recouvertes par les cendres volcaniques lors de l'éruption du Vésuve en 79. Il s'appuie sur des travaux antérieurs publiés par Wolfgang Helbig et Giuseppe Fiorelli pour procéder à la classification en quatre styles, toujours utilisée, des fresques pompéiennes.

## Publications
- Pompejanische Beiträge, Reimer, Berlin, 1879.
- Geschichte der decorativen Wandmalerei in Pompeji, Reimer, Berlin, 1882.
- Führer durch Pompeji, Furchheim, Naples, 1893.
- Pompeji in Leben und Kunst, Engelmann, Leipzig, 1900.
- Katalog der Bibliothek des Kaiserlich Deutschen Archäologischen Instituts in Rom, Löscher, Rome In parts, 1913–1932.